# Ab urbe condita
 Тази статия е за латинския израз.  За книгата на Тит Ливий вижте Ab Urbe Condita Libri.  
Ab urbe condita или anno Urbis conditae: AUC или a.u.c. или a.u.) е латински израз и означава „от основаването на града“, като се има предвид Рим. Този израз е използван от римските историци за летоброене, за чието начало се е смятал 21 април 753 г. пр.н.е., тоест третата година след шестата Олимпиада.
Ренесансовите редактори понякога са добавяли AUC към римските ръкописи, които са публикували, създавайки фалшивото впечатление, че римляните често са обозначавали годините си чрез тази система. Съвременните историци използват AUC много по-често, отколкото са го правели самите римляни.
Масовият метод за обозначаване на съответната година в древни времена бил чрез посочване на имената на двамата консули, управлявали в тази година. За отправна точка се е използвала и година на възкачване на император, особено по време на Византийската империя след 537 г., когато император Юстиниан настоява да се използва.
„Ab urbe condita“ се нарича и произведението на Тит Ливий (около 59 пр.н.е. – 17 от н.е.), един от най-известните римски историци. Целият труд се е състоял от 142 книги, но от тях до нас са достигнали 35.